# Digitoksin
Digitoksin je srčani glikozid (engl. cardiac glycoside). On ima sličnu strukturu i efekte sa digoksinom (mada su njegovi efekti dugotrajniji). Za razliku od digoksina koji je eliminisan iz tela putem bubrega, on se odstranjuje jetrom, i zato ga mogu koristiti pacijenti sa slabom ili sporadičnom funkcijom bubrega. U današnje vreme on se retko koristi u medicinskoj praksi. Bilo je nekoliko kontrolisanih kliničkih ispitivanja koja su pokazala da je digoksin efikasan u delu pacijenata tretiranih za srčane nedostatke (engl. heart failure). Ne postoji jednako uverljiva potvrda efikasnosti za digitoksin, mada se pretpostavlja da on ima slični profil.

## Toksičnost
Digitoksin ispoljava slične toksične efekte kao i češće korišćeni digoksinom, naime on može da izazove: anareksiju, mučninu, povraćanje, dijareju, smetenost, vizuelni poremećaje, i srčane aritmije. Fragmenti antidigoksin antitela, koji su specifični tretman za digoksin trovanje, su isto tako efikasni u ozbiljnim trovanjima digitoksinom.

## Književnost i film
- Digitoksin je smrtonosno oružje u Agata Kristijevoj noveli Sastanak sa smrću.
- On je isto tako korišćen u ubistvu putem zaprašivača useva (engl. crop duster) u CSI.

## Literatura
- Johansson S, Lindholm P, Gullbo J, Larsson R, Bohlin L, Claeson P (2001). „Cytotoxicity of digitoxin and related cardiac glycosides in human tumor cells”. Anticancer Drugs. 12 (5): 475—83. PMID 11395576. doi:10.1097/00001813-200106000-00009.
- Hippius M, Humaid B, Sicker T, Hoffmann A, Göttler M, Hasford J (2001). „Adverse drug reaction monitoring--digitoxin overdosage in the elderly”. Int J Clin Pharmacol Ther. 39 (8): 336—43. PMID 11515708.
- Haux J, Klepp O, Spigset O, Tretli S (2001). „Digitoxin medication and cancer; case control and internal dose-response studies”. BMC Cancer. 1: 11. PMID 11532201. doi:10.1186/1471-2407-1-11.
- Srivastava M, Eidelman O, Zhang J, Paweletz C, Caohuy H, Yang Q, Jacobson K, Heldman E, Huang W, Jozwik C, Pollard B, Pollard H (2004). „Digitoxin mimics gene therapy with CFTR and suppresses hypersecretion of IL-8 from cystic fibrosis lung epithelial cells”. Proc Natl Acad Sci USA. 101 (20): 7693—8. PMID 15136726. doi:10.1073/pnas.0402030101.

## Spoljašnje veze
- "Upoređenje toksičnosti Digoksina i Digotoksina u gerijatrijskoj pupulaciji: Da li treba jedan stari lek da bude ponovo otkriven?"

|  | Molimo Vas, obratite pažnju na važno upozorenje u vezi sa temama iz oblasti medicine (zdravlja). |